# John J. Kavelaars
JJ Kavelaars er en canadisk astronom, som var en del af det team der opdagede flere måner omkring Jupiter, Saturn, Uranus og Neptun.
Dr. Kavelaars har studeret hos Glencoe District High School i Ontario, University of Guelph i Guelph, Ontario og Queen's University i Kingston, Ontario. Han er astronom ved Dominion Astrophysical Observatory i Victoria, B.C.
Han er ansvarlig for opdagelsen af omkring tyve måner til Saturn, Uranus og Neptun, og omkring hundrede mindre planeter. Kavelaars er koordinator for Canada France Ecliptic Plane Survey (CFEPS) Arkiveret 8. februar 2006 hos  Wayback Machine.